# Josef Astfäller
Josef Astfäller (* 29. September 1907 in Meran; † 28. Oktober 1997 in Villingen-Schwenningen) war ein Südtiroler Rechtsanwalt und ein deutscher und badischer Verwaltungsbeamter.

## Leben
Astfällers Vater war Lehrer. Er selbst besuchte das Gymnasium in Meran und studierte anschließend Jura in Padua. 1930 wurde er promoviert. Von 1930 bis 1940 arbeitete er als Rechtsanwalt in Südtirol. Da er nach dem Hitler-Mussolini-Abkommen im Juni 1939 für Deutschland optiert hatte, wurde er der badischen Innenverwaltung als Regierungsrat zugewiesen und kam ans Landratsamt Konstanz. Zunächst war er jedoch beurlaubt und arbeitete in der Zweigstelle Meran des Reichsführer SS – Reichskommissars für die Festigung des deutschen Volkstums. Im März 1943 trat er dann seinen Dienst in Konstanz an, 1946 wurde er dort Regierungsrat und kommissarischer Landrat in Konstanz. 1948 wurde er dann – zunächst kommissarischer, ab 1949 planmäßiger – Landrat des Landkreises Villingen. Ende 1972 trat er in den Ruhestand. 1973 war er noch einmal Amtsverweser des Schwarzwald-Baar-Kreises.